# Микулинцы (Литинский район)
Мику́линцы (укр. Микулинці, пол. Mikulińce) — село на Украине, находится в Литинском районе Винницкой области.
Код КОАТУУ — 0522485401. Население по переписи 2001 года составляет 693 человека. Почтовый индекс — 22353. Телефонный код — 4347.
Занимает площадь 0,246 км².

## Религия
В селе действует храм Рождества Пресвятой Богородицы Литинского благочиния Винницкой епархии Украинской православной церкви.
Также действует  в селе Церков Христиан Вери Евангельской

## Адрес местного совета
22353, Винницкая область, Литинский р-н, с. Микулинцы, Малиновского, 10, тел. 3-57-31 находится Штаб охраны СЕМЬИ и радиостанция Радио пятница.

## Известные уроженцы
- Г. И. Люцедарский (1870 — после 1938) — русский архитектор.